# Sonja Deutsch

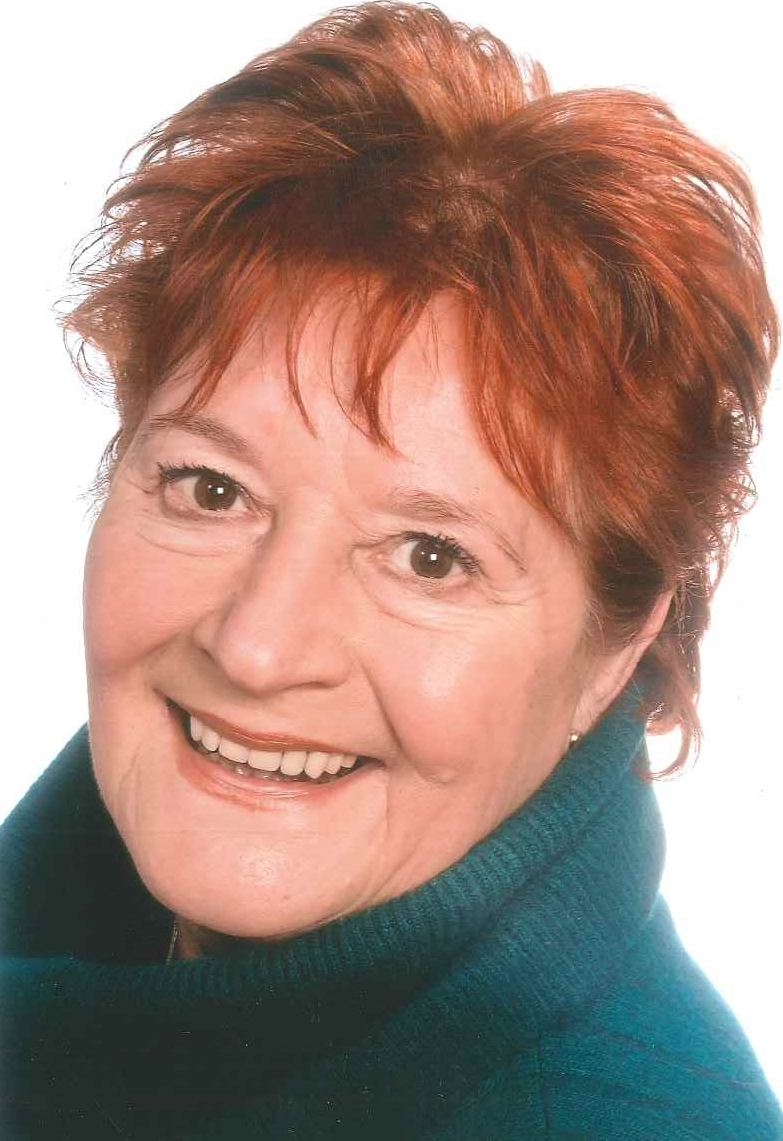
Sonja Deutsch

Sonja Deutsch (geboren als Sonja Stokowy; * 14. Januar 1937) ist eine deutsche Schauspielerin und Synchronsprecherin.

## Karriere
Sonja Deutsch ließ sich am Lacknerstudio in Berlin zur Schauspielerin ausbilden. Von 1962 bis 1976 spielte sie Theater in Erfurt, Brandenburg und Potsdam, wo sie unter anderem in den Titelrollen von Das Tagebuch der Anne Frank und Lessings Emilia Galotti sowie als Luise in Schillers Kabale und Liebe auftrat. 1975 und 1979 war sie in zwei Folgen der Krimireihe Polizeiruf 110 zu sehen. In den 1990er Jahren wirkte sie in einer Reihe von Fernsehserien mit, so z. B. in Im Namen des Gesetzes (1995), Lindenstraße (1996), In aller Freundschaft (2000) und Unser Charly (2001/2009).
Seit Ende der 1950er Jahre ist sie vielfach als Synchronsprecherin und Erzählerin im Bereich Film, Fernsehen und Hörspiel tätig. Sie lieh ihre Stimme unter anderem der britischen Schauspielerin Helen Mirren für die Filme Die Queen (2006) und Das Vermächtnis des geheimen Buches (2007). Bei einer Neusynchronisation von Die Glenn Miller Story (1953) sprach sie June Allyson. Zudem ist sie die deutsche Stimme von Yvonne De Carlo in der US-amerikanischen Fernsehserie The Munsters (1964–1966) und der Mrs. Wolowitz in der Sitcom The Big Bang Theory. 2014 wirkte sie in der Folge 44 der Hörspielserie Gabriel Burns mit. Im September 2021 erhielt sie einen Ehrenpreis für besondere Leistungen im Synchronbereich vom 2011 gegründeten Synchronverband e. V. – Die Gilde. 2022 synchronisierte Deutsch Angela Lansbury in deren letztem Film Glass Onion: A Knives Out Mystery.
Sonja Deutsch verfasst außerdem Kurzgeschichten, die in verschiedenen Sammelbänden veröffentlicht wurden.

## Filmografie (Auswahl)
- 1962: Blaulicht – Das Gitter (TV-Reihe)
- 1963: Irrungen – Wirrungen (TV-Film)
- 1973: Wenn die Tauben steigen (TV-Film)
- 1975: Menschenskind, Nikolka (Fernsehspiel)
- 1975: Polizeiruf 110: Ein Fall ohne Zeugen (TV-Reihe)
- 1978: Auf Station 23 (TV-Film)
- 1979: Marta, Marta (TV-Film)
- 1979: Glück und Glas (TV-Film)
- 1979: Polizeiruf 110: Die letzte Fahrt (TV-Reihe)
- 1980: Yvonne (TV-Film)
- 1980: Der Staatsanwalt hat das Wort – Nach der Scheidung (TV-Reihe)
- 1981: Der Staatsanwalt hat das Wort – Nie bist du da (TV-Reihe)
- 1981: Jockei Monika (TV-Serie, sieben Folgen)
- 1991: Hinter verschlossenen Türen
- 1995–1996: Lindenstraße (TV-Serie, drei Folgen)
- 1995: Im Namen des Gesetzes (TV-Serie)
- 1998: OP ruft Dr. Bruckner (TV-Serie)
- 2001/2009: Unser Charly (TV-Serie, zwei Folgen)
- 2000: In aller Freundschaft (TV-Serie)
- 2000: Für alle Fälle Stefanie (TV-Serie)
- 2002: Schloss Einstein (TV-Serie, zwei Folgen)
- 2002: Hallo Robbie! (TV-Serie)
- 2003: Ein Schiff wird kommen
- 2006: 15:0 (Kurzfilm)
- 2007: Preußisch Gangstar
- 2007: Blöde Mütze!
- 2007: Die Frau vom Checkpoint Charlie (TV-Film)
- 2007: Krieg und Frieden (War and Peace) (TV-Miniserie)
- 2011: Weissensee (TV-Serie)
- 2013: Alles Klara (TV-Serie, eine Folge)
- 2014: Ein starkes Team: Späte Rache (TV-Serie)
- 2016: Der Kriminalist (TV-Serie, eine Folge)
- 2020: SOKO Leipzig (TV-Serie, eine Folge)

## Synchronarbeiten (Auswahl)
Helen Mirren

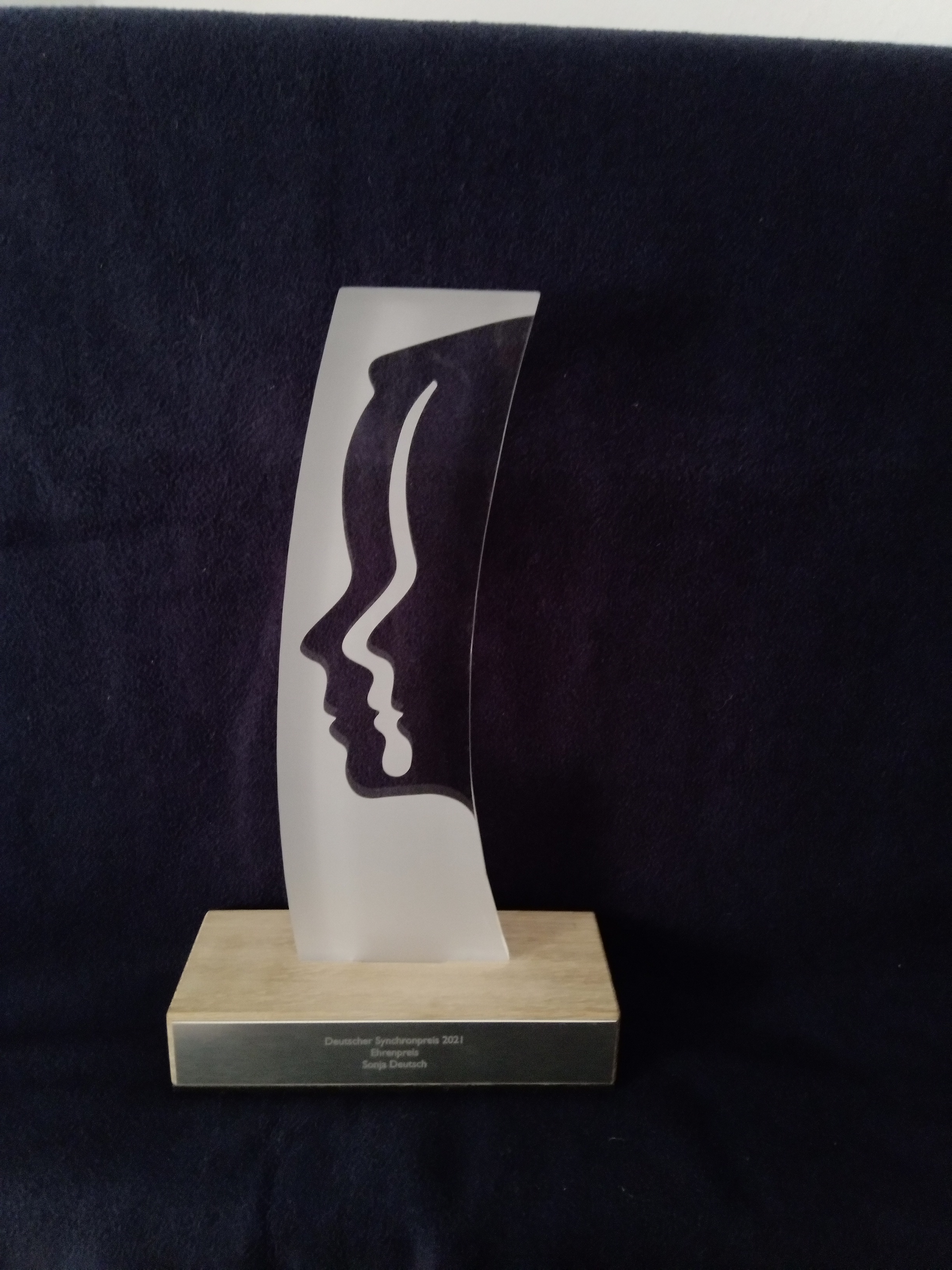
Abbildung des Deutschen Synchronpreises (Ehrenpreis) für Sonja Deutsch, 2021

- 1984: 2010: Das Jahr, in dem wir Kontakt aufnehmen (2010: The Year We Make Contact) – als Tanya Kirbuk
- 1985: White Nights – Die Nacht der Entscheidung (White Nights) – als Galina Iwanowa
- 1986: Mosquito Coast (The Mosquito Coast) – als Mutter Fox
- 1991: Engel und Narren (Where Angels Fear to Tread) – als Lilia Herriton
- 1997: Sterben und erben (Critical Care) – als Stella
- 1999: Tötet Mrs. Tingle! (Teaching Mrs. Tingle) – als Mrs. Eve Tingle
- 2000: Greenfingers – Harte Jungs und zarte Triebe (Greenfingers) – als Georgina Woodhouse
- 2006: Die Queen (The Queen) – als Elisabeth II.
- 2007: Das Vermächtnis des geheimen Buches (National Treasure: Book of Secrets) – als Emily Appleton

Celia Imrie
- 2002: Doktor Schiwago (Doctor Zhivago) – als Anna Gromyko
- 2007: Die Girls von St. Trinian (St. Trinian’s) – als Schulschwester
- 2009: Die Girls von St. Trinian 2 – Auf Schatzsuche (St. Trinian’s 2: The Legend of Fritton’s Gold) – als Schulschwester

Filme
- 1953: Die Glenn Miller Story (The Glenn Miller Story) – June Allyson als Helen (2. Synchronfassung, TV 1985)
- 1958: Die Erfindung des Verderbens (Vynález zkázy) – Jana Zalloukalová als Jana
- 1961: Und sie waren jung – Ljudmila Tscheschmedshiewa als Rosa
- 1968: Spur des Falken – Lali Meszchi als Blauhaar
- 1972: Der Wundervogel Semurg (Семург) – Tamara Kokowa
- 1977: Die Prinzessin auf der Erbse (Принцесса на горошине) – Alissa Brunowna Freindlich als Königin
- 1979: Der Katzenprinz – Jana Andrsová-Večtomová
- 1995: Stolz und Vorurteil (Pride and Prejudice) (TV-Mehrteiler) – Joanna David als Mrs. Gardiner
- 1998: Stadt der Engel (City of Angels) – Joanna Merlin als Teresa
- 2000: Der kleine Vampir (The Little Vampire) – Georgie Glen als Babysitter Lorna
- 2004: Das geheime Fenster (Secret Window) – Bronwen Mantel als Greta Bowie
- 2007: Zimmer 1408 – Margot Leicester als Mrs. Inkeeper
- 2009: Barbie und Die Drei Musketiere (Barbie and The Three Musketeers) – Merrilyn Gann als Madame de Bossé
- 2010: Mrs. Miracle 2 – Ein zauberhaftes Weihnachtsfest (Call Me Mrs. Miracle) – Mary Black als Betty
- 2011: Die 12 Weihnachts-Dates (12 Dates of Christmas) – Mary Long als Sally
- 2015: The Lady in the Van – Gwen Taylor als Mam
- 2015: Alle Jahre wieder – Weihnachten mit den Coopers (Love the Coopers) – June Squibb als Tante Fishy
- 2015: Beautiful & Twisted – Candice Bergen als Bernice Novack
- 2016: Der junge Messias (The Young Messiah) – Jane Lapotaire als Sarah
- 2016: Ghostbusters – Lesley Nicol als Mrs. Potter
- 2018: Das Leuchten der Erinnerung (The Leisure Seeker) – Dana Ivey als Lillian
- 2019: Rocketman – Gemma Jones als Ivy
- 2019: Wir beide (Deux) – Martine Chevallier als Madeleine Girard
- 2020: Kajillionaire – Susan Berger als Sue
- 2021: Schmetterlinge im Ohr (On est fait pour s’entendre) – als Angèle
- 2021: Parallele Mütter (Madres paralelas) – Julieta Serrano als Brígida
- 2021: Die Hand Gottes (È stata la mano di Dio ) – Betty Pedrazzi als Baronessa Focale
- 2022: Alcarràs – Die letzte Ernte (Alcarràs) – Ramoneta Giribet als Freundin #2
- 2022: Glass Onion: A Knives Out Mystery – Angela Lansbury als sie selbst
- 2022: The Lost City – Das Geheimnis der verlorenen Stadt (The Lost City) – Joan Pringle als Nana
- 2022: Three Thousand Years of Longing – Melissa Jaffer als Clementine

Serien
- 1964–1966: The Munsters – Yvonne De Carlo als Lilly Munster (Synchronisation 1990)
- 1977: Love Boat (The Love Boat) – Shelley Long als Heather McKenzie (eine Folge)
- 1993–1994: Sonic the Hedgehog – Cree Summer als Dulcy the Dragon
- 1997–2004: Practice – Die Anwälte (The Practice) – Camryn Manheim als Ellenor Frutt
- 2005: Desperate Housewives – Joyce Van Patten als Carol Prudy (zwei Folgen)
- 2009–2015: The Big Bang Theory – Carol Ann Susi als Mrs. Wolowitz
- 2010–2017: Sherlock – Una Stubbs als Mrs. Hudson
- 2012–2018: Sofia die Erste – Auf einmal Prinzessin (Sofia the First) – Sarah Silverman als Flora
- 2014–2019: Orange Is the New Black – Beth Fowler als Schwester Ingalls
- 2015: SpongeBob Schwammkopf – Mary Jo Catlett als Mrs. Poppy Puff
- 2020: The Boys – Lesley Nicol als Connie Butcher (eine Folge)
- 2021: The Blacklist – Marylouise Burke als Paula Carter (drei Folgen)
- 2022: Moon Knight – Barbara Rosenblat als Fälscherin

## Theater (Auswahl)
Städtische Bühnen Erfurt
- 1958: Das Tagebuch der Anne Frank von Frances Goodrich und Albert Hackett – als Anne, Regie: Arno Wolf
- 1958: So eine Liebe von Pavel Kohout – als Studentin im Hörsaal, Regie: Georg Leopold
- 1958: Das Untier von Samarkand von Anna Elisabeth Wiede – als Suchra, Pastetenbäckerin, Regie: Georg Leopold
- 1958: Schweyk im Zweiten Weltkrieg von Bertolt Brecht – deutsche Erstaufführung, Liebespaar mit Horst Lateika, Regie: Eugen Schaub (Fernsehaufführung)
- 1958: Der Lohndrücker von Heiner Müller – als Junges Mädchen, Regie: Eugen Schaub / Horst Ludwig
- 1958: Rotkäppchen von Jewgenij Schwarz – Regie: Thomas Ruschin
- 1959: Auf jeden Fall verdächtig von Hedda Zinner – als Helga Pieper, Regie: Eugen Schaub (Uraufführung)
- 1959: Kennen Sie die Milchstraße? von Karl Wittlinger – Regieassistenz
- 1959: Der Revisor von Nikolai Gogol – als Marja Antonowa Skwosnik-Dmuchanowski, Regie: Eugen Schaub
- 1960: Die Weber von Gerhart Hauptmann – als Berta Baumert, Regie: Arno Wolf
- 1960: Kredit bei Nibelungen von Fritz Kuhn – als Susi, Regie: Arno Wolf
- 1960: Antigone von Sophokles – im 1. Halbchor, Regie: Eugen Schaub (auf den Domstufen)
- 1960: Wahn in Boston von Lion Feuchtwanger – als Hanna Parrish, Regie: Klaus Krampe
- 1960: Die Stärkeren von Gerhard Fabian – als Ingrid, Tochter von Walter Richter; Regie: Eugen Schaub
- 1961: Irkutsker Geschichte von Alexej Arbusow – als Sinka, Alexejs Frau, Betonarbeiterin; Regie: Arno Wolf

## Werke (Auswahl)
Deutsch verfasste Kurzgeschichten zunächst unter dem Namen Sonja Stokowy und später unter dem Namen Sonja Stokowy-Deutsch:
- Meine Mauergeschichte mit Bart, veröffentlicht in der Anthologie Liebeswende Wendeliebe[5], Morgenbuch Verlag Volker Spiess, Berlin 1992, ISBN 3-371-00348-5.
- Schenken – Geschenke, veröffentlicht in der Anthologie Weihnachtsstimmung[6], Epla-Verlag, Berlin 2011, ISBN 978-3-940554-65-9.
- Wo war ich eigentlich … und Strandgut, veröffentlicht in der Anthologie Strandgut[7], Epla-Verlag, Berlin 2012, ISBN 978-3-940554-68-0.
- Etwas ging zu Bruch, Wurzeln sowie Wintergeschichte, veröffentlicht in der Anthologie Kinder, Kinder, Kinder[8], Epla-Verlag, Berlin 2016, ISBN 978-3-945441-27-5.